# بالدوین (داکوتای شمالی)
بالدوین (به انگلیسی: Baldwin) یک منطقهٔ مسکونی در ایالات متحده آمریکا است که در شهرستان برلی، داکوتای شمالی واقع شده‌است. بالدوین ۵۹۱٫۰۱ متر بالاتر از سطح دریا واقع شده‌است.